# 鳥距溝
鳥距溝（ちょうきょこう、英: calcarine sulcus）または、鳥距裂（ちょうきょれつ、英: Calcarine fissure）は、脳の内側面の尾側端にある脳溝である。一次視覚野の中心に位置する。鳥距溝を挟んで上側が楔部、下側が舌状回、となる。

## 構造
鳥距溝は後頭極にある2つの収束する枝から始まり、前方の脳梁の膨大部のやや下部まで走り、頭頂後頭裂の内側部と鋭角につながっている。鳥距溝の前部は側脳室の後角に鳥距という構造を生んでいる。

## 機能
鳥距溝は一次視覚野が集中している所にある。視野の中心部は鳥距溝の後部に位置し視野の周辺部は鳥距溝の前部にある。皮質の受容野の大きさと、その受容野が担当する視野の大きさが比例しないことは興味深いが驚くべきことではない。他の視野領域よりも中心窩からの情報を処理する領域の方が非常に広くなっている。この現象は皮質拡大 (cortical magnification) として知られる。

## 画像

鳥距溝の位置を様々な角度から見た動画。赤いラインが鳥距溝。鳥距溝は内側面の後端に位置している。
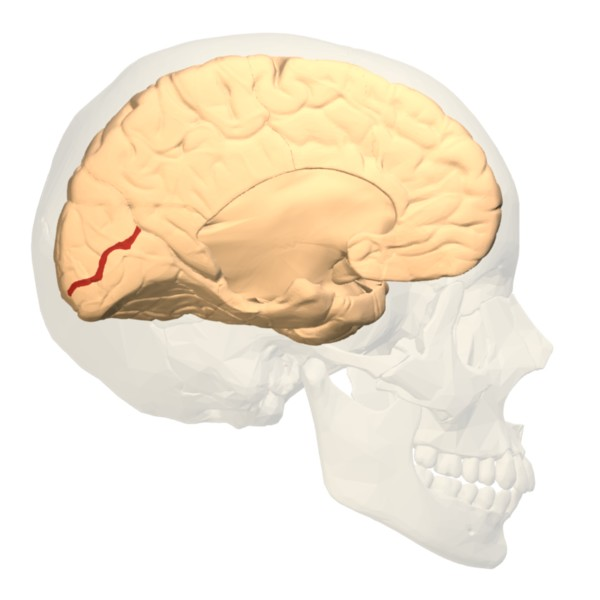
左大脳半球の内側面。赤いラインが鳥距溝。
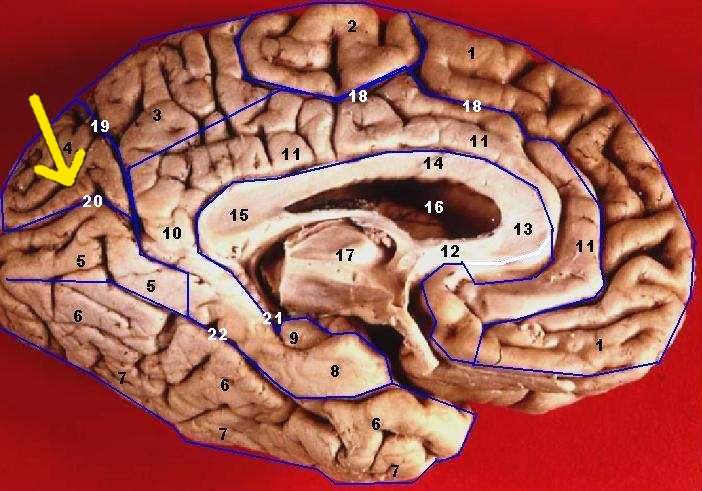
実際のヒトの大脳の内側面。矢印の先、後頭葉を横向きに走るミゾが鳥距溝（図中番号で20番）。
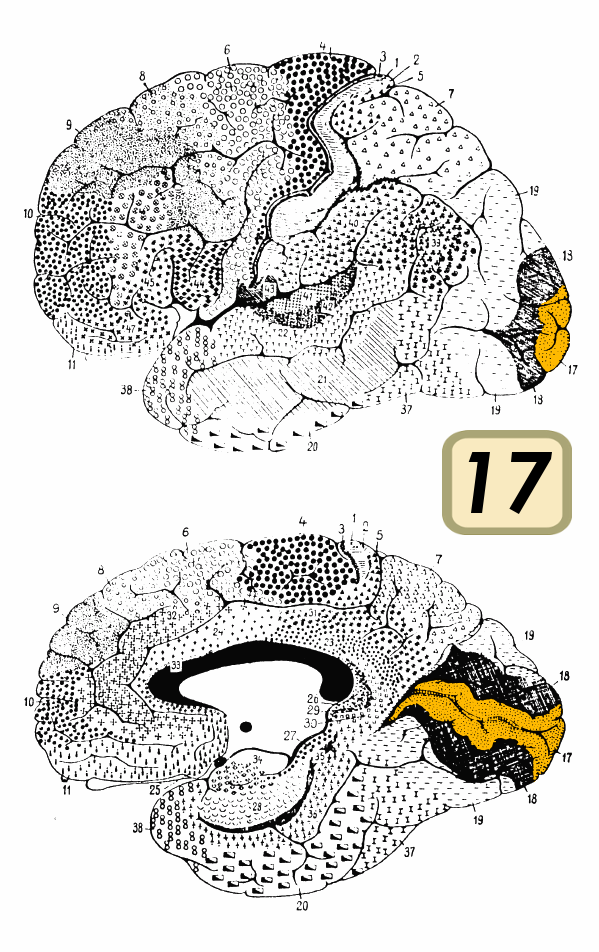
鳥距溝周辺はブロードマンの脳地図における17野にあたる。図中オレンジで示す部分が17野。下の図のオレンジ色部分中央を左右に走る黒線が鳥距溝。